# جان ديلفن
جان ديلفن هو رسام بلجيكي، ولد في 1853 في غنت في بلجيكا، وتوفي بنفس المكان في 1922.